# Aidan McDonough
Aidan McDonough (Milton, Massachusetts, 6 de noviembre de 1999) es un jugador profesional estadounidense de hockey sobre hielo que se desempeña en la posición de extremo izquierdo en Vancouver Canucks, equipo de la National Hockey League (NHL).

## Carrera
Fue seleccionado en la séptima ronda en la NHL Entry Draft de 2019. En 2022 hizo su debut profesional con el equipo Vancouver Canucks, donde lleva jugando una temporada.